# Nanjang
Nanjang (kínaiul 南阳) prefektúra szintű város Kínában, Honan tartományban. Lakosainak száma 9 713 112 fő (2020).

## Népesség
| Lakosok száma | 9 577 771 | 10 263 660 | 10 013 600 | 9 713 112 |
|               | 2000      | 2010       | 2018       | 2020      |

## Testvérvárosok
- Nan'jó
- Slobozia